# Ель-Ранчо-Вела (Техас)
Ель-Ранчо-Вела (англ. El Rancho Vela) — переписна місцевість (CDP) в США, в окрузі Старр штату Техас. Населення — 254 особи (2020).

## Географія
Ель-Ранчо-Вела розташований за координатами 26°24′14″ пн. ш. 98°46′8″ зх. д. / 26.40389° пн. ш. 98.76889° зх. д. (26.403815, -98.769016).  За даними Бюро перепису населення США в 2010 році переписна місцевість мала площу 0,33 км², уся площа — суходіл.

## Демографія
Згідно з переписом 2010 року, у переписній місцевості мешкали 274 особи в 76 домогосподарствах у складі 71 родини. Густота населення становила 819 осіб/км².  Було 81 помешкання (242/км²).
Расовий склад населення:
| - 98,5 % — білих - 1,1 % — осіб інших рас |

До двох чи більше рас належало 0,4 %. Частка іспаномовних становила 100,0 % від усіх жителів.
За віковим діапазоном населення розподілялося таким чином: 39,1 % — особи молодші 18 років, 56,9 % — особи у віці 18—64 років, 4,0 % — особи у віці 65 років та старші. Медіана віку мешканця становила 24,5 року. На 100 осіб жіночої статі у переписній місцевості припадало 101,5 чоловіків;  на 100 жінок у віці від 18 років та старших — 85,6 чоловіків також старших 18 років.
Цивільне працевлаштоване населення становило 72 особи. Основні галузі зайнятості: роздрібна торгівля — 36,1 %, сільське господарство, лісництво, риболовля — 31,9 %, освіта, охорона здоров'я та соціальна допомога — 27,8 %.